# Миклаши (Хмельницкая область)
Миклаши (укр. Миклаші) — село в Шепетовском районе Хмельницкой области Украины.
Население по переписи 2001 года составляло 532 человека. Почтовый индекс — 30240. Телефонный код — 3841. Занимает площадь 0,21 км². Код КОАТУУ — 6820386201.